# Kanton Vannes-3
Der Kanton Vannes-3 (bretonisch Kanton Gwened-3) ist seit 2015 ein französischer Wahlkreis im Arrondissement Vannes, im Département Morbihan und in der Region Bretagne. Sein Hauptort ist Vannes.

## Geschichte
Der Kanton entstand am 22. März 2015 aufgrund der Neuordnung der Kantone in Frankreich. 2015 wechselte die Gemeinde Saint-Avé des bisherigen Kantons  Vannes-Est, drei Gemeinden des Kantons Elven (Monterblanc, Saint-Nolff und Treffléan) und die Gemeinde Meucon des Kantons Grand-Champ (Plescop) zum neuen Kanton.

## Lage
Der Kanton liegt im Süden des Départements Morbihan. 

### Gemeinden
Der Kanton besteht aus sechs Gemeinden und Gemeindeteilen mit insgesamt 35.469 Einwohnern (Stand: 1. Januar 2022) auf einer Gesamtfläche von 111,15 km²:
| Gemeinde        | Bretonisch | Einwohner (2022) | Fläche (km²) | Code postal | Code Insee |
| --------------- | ---------- | ---------------- | ------------ | ----------- | ---------- |
| Meucon          | Meukon     | 2.278            | 5,73         | 56890       | 56132      |
| Monterblanc     | Sterwenn   | 3.342            | 25,41        | 56250       | 56137      |
| Saint-Avé       | Sant-Teve  | 12.173           | 26,09        | 56890       | 56206      |
| Saint-Nolff     | Sant-Nolf  | 3.952            | 25,92        | 56250       | 56231      |
| Treffléan       | Trevlean   | 2.531            | 18,26        | 56250       | 56255      |
| Vannes          | Gwened     | 11.193           | 9,74         | 56000       | 56260      |
| Kanton Vannes-3 | Gwened-3   | 35.469           | 111,15       | -           | 5621       |

1. ↑  Nur der östliche Teil der Gemeinde, der Rest verteilt sich auf die Kantone Vannes-1 und Vannes-2.